# Paul Downing (amerikaifutball-edző)
Paul Milton Downing (Newark, Missouri, 1873. november 27. – San Francisco, Kalifornia, 1944. december 11.) amerikai amerikaifutball-játékos és -edző, 1895-ben az Oregon Agricultural Aggies vezetőedzője. A Stanford Egyetemen barátságot kötött Herbert Hoover későbbi elnökkel.

## Játékosként
1891 és 1894 között a Stanford Cardinal minden mérkőzésén, köztük a California Golden Bears elleni első Big Game-en is játszott.

## Edzőként
1895-ben, a csapat harmadik szezonjában az Oregon Agricultural Aggies amerikaifutball-csapatának vezetőedzője volt; eredménye 0–2–1.

## Visszavonulása után
Az edzőségtől való visszavonulása után a Pacific Gas and Electric Company vezető munkatársaként aktív szerepet töltött be vízerőművek létesítésében. 1944. december 11-én, 71 évesen hunyt el.

## Fordítás
- Ez a szócikk részben vagy egészben  a   Paul Downing című angol Wikipédia-szócikk ezen változatának fordításán alapul.  Az eredeti cikk szerkesztőit annak laptörténete sorolja fel. Ez a jelzés csupán a megfogalmazás eredetét és a szerzői jogokat jelzi, nem szolgál a cikkben szereplő információk forrásmegjelöléseként.